# 聖士提反書院大屠殺
聖士提反書院大屠殺是發生於香港保衛戰晚期的一宗大屠殺，侵略香港的日本皇軍在香港島赤柱的聖士提反書院殺害多名守軍傷兵、護理人員和教職員。

## 案發經過

### 臨時英軍醫院
位於赤柱半島的聖士提反書院在1903年創立，是一所基督教男校，目的是讓華人男童能夠接受類似英國公立學校所提供的教育。香港保衛戰爆發後，英屬香港政府臨時徵用聖士提反書院作為軍方醫院，以治療傷兵，校舍的外部有表示醫療用途的紅十字符號。
香港保衛戰於1941年12月8日爆發，日軍於12月18日晚上登陸香港島，駐港英軍在港島與日軍爆發激戰，但英軍發動的三次反攻皆告失敗。面對兵力佔絕對優勢的日軍，在港島東部指揮英軍東旅部隊的華里士准將，於12月22日決定將餘下的東旅部隊集中到赤柱，以期打持久戰。12月23日，淺水灣及大潭等地先後失守，日軍逼近赤柱，英軍東旅部隊於赤柱村至赤柱炮台間建立三道防線死守赤柱半島，而書院位於第二及第三道防線之間。12月24日晚上，日軍在猛烈炮轟後對赤柱發動大規模進攻，赤柱村防線於12月25日凌晨被日軍攻破。當時在書院內有逾百名傷者:29，而所有護士均穿著制服，並戴上有紅十字符號的袖章:53。雖然當時正值聖誕節假期，大部分學生都不在校內，但有60名海外留學生仍然留在書院，校內亦有其他職員。事發時，聖士提反書院內亦有加拿大陸軍的隨行神職人員:29。

### 日軍發動屠殺
1941年12月25日凌晨4時，日軍攻進聖士提反書院，也有指日軍是在清晨6時左右攻入書院:29，亦有倖存者憶述日軍是在5時30分左右闖入:52–53。日軍攻入書院大樓後，日軍士兵便用刺刀殺害15名卧牀的傷兵，並把職員和能夠行走的傷者趕入儲物室，沒有任何武器的傷兵及職員先後被殺。一名倖存者在翌日發現有2名傷兵遭到肢解，眼珠被人挖掉，耳朵和舌頭則被割去:29–30。有些日本士兵把傷兵的屍體當作墊子，在上面輪姦女護士，並在強姦後傷害或殺死她們:241。一些教職員為了保護學生而留在書院內，最後亦喪生。有人嘗試在門口放置阻礙日軍士兵進入的杆子，結果遭日軍射殺，其屍首更被日軍士兵以刺刀反复穿插:53。
香港淪陷後，聖士提反書院被改為赤柱拘留營，直至1945年8月30日香港重光。戰後，一名倖存的加拿大陸軍隨行神職人員在遠東國際軍事法庭上作證，憶述自己在大屠殺期的見聞:30。有文獻記載在大屠殺遇害的英國護士姓名，但遇害的華裔護士身份至今仍未能確認:53。